# Вили Хофер
Вижте пояснителната страница за други личности с името Хофер.
Вили Хофер (на немски: Willi Hoffer) е австрийски психоаналитик.

## Биография
Роден е на 12 септември 1897 година в Лудиц, Австро-Унгария, в семейството на еврейски бизнесмен. След Първата световна война Хофер учи психология и биология във Виенския университет. През 1919 г. работи със Зигфрид Бернфелд в детски дом в Баумгартен. Неговите интереси в образованието и социалните реформи го водят до активен контакт и сътрудничество с групата психоаналитици, които се събират около Фройд и той преминава обучителна анализа под ръководството на Херман Нунберг през 1921 – 1922 г.
През 1922 г. получава степента си с дисертация на тема „За научните основи на педагогиката“ (Uber die wissenschaftlichen Grundfagen der Padagogik). От 1921 – 1924 година е асистент в Еврейския център за изследвания на юношеството и образованието във Виена. След това завършва медицинското си обучение и през 1929 г. получава медицинската си степен от Виенския университет. От 1925 до 1938 г. е инструктор в обучителен курс за педагози, извършван от Виенското психоаналитично общество, а също така в продължение на десет години (1949 – 1960) е редактор на списанието на Международната психоаналитична асоциация.
Женен е за друга психоаналитичка Хедвиг Хофер. През 1938 г. той и жена му заминават за Великобритания и стават членове на Британското психоаналитично общество. След Втората световна война той е един от публикуващите списанието „Психоаналитично изследване на детето“. Между 1959 и 1962 г. Хофер става президент на Британското психоаналитично общество.
Умира на 25 октомври 1967 година в Лондон на 70-годишна възраст.